# CASA CN-235
CASA/IPTN CN-235 je dvoumotorový transportní letoun středního doletu, který společně vyvinuly společnosti CASA ze Španělska a IPTN z Indonésie, jako letoun pro regionální leteckou dopravu a vojenský transportní letoun. Mezi jeho hlavní vojenské úkoly patří námořní hlídkování, průzkum a letecká přeprava. Největším uživatelem letounu je turecké letectvo, které disponuje 50 stroji.

## Vývoj a export

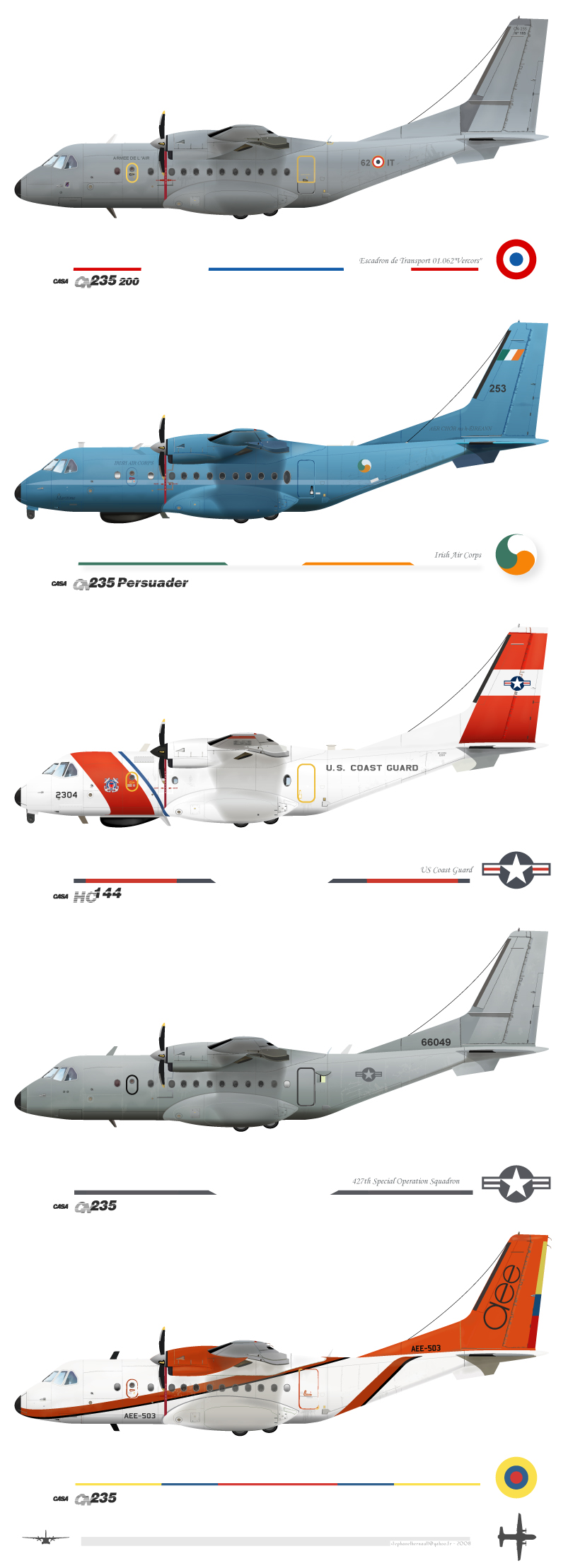
CN-235

Projekt vznikl jako společná iniciativa firem Construcciones Aeronáuticas SA a Indonesian Aerospace (PT. Dirgantara Indonesia), dříve známé jako IPTN, které pro řízení programu založily společnost Airtech (Aviation Technology Industries). Partnerství bylo využito pouze při výrobě Série 10 a Série 100/110, přičemž pozdější verze byly vyvinuty nezávisle. Ve službě se nachází více než 230 letounů CN-235 všech verzí, které nalétaly přes 500 000 letových hodin.
Vývoj začal v lednu 1980 a k prvnímu letu došlo 11. listopadu 1983 v Getafe. Za řízení usedli piloti José Murga a Guillermo Delgado. Druhý prototyp (PK-XNC, „Tetuko“) byl zalétán v Bandungu 30. prosince 1983. Španělská a indonéská certifikace proběhla 20. června 1986; první let sériového letounu se uskutečnil 19. srpna 1986 a Federal Aviation Administration schválila typ CN-235 3. prosince 1986. Letoun vstoupil do služby 1. března 1988.
V lednu 1990 byla podepsána s TAI smlouva na montáž a následnou výrobu 50 kusů CN-235 v Turecku.
V roce 1995 zahájila CASA vývoj prodloužené verze CN-235, která dostala označení C-295. V prosinci 2002 objednalo kolumbijské námořnictvo dva letouny CN-235 pro hlídkování a protidrogové mise.
V dubnu 2005 objednala Venezuela dva stroje CN-235 pro námořní hlídkování a deset transportních letounů, ale obchod byl zastaven, protože vláda Spojených států odmítla povolit transfer technologií amerického původu v avionice.
V lednu 2006 objednalo Thajsko u Indonesian Aerospace deset letounů, šest pro ministerstvo obrany a čtyři pro ministerstvo zemědělství.
V prosinci 2007 objednalo Španělsko dva námořní hlídkové letouny CN-235 pro španělskou civilní gardu, s termínem dodání 2008–2009.
Jeden stroj CN-235 MPA byl v červnu 2008 dodán prostřednictvím Indonesian Aerospace indonéskému ministerstvu obrany.
V srpnu 2006 zůstávaly celkem tři letouny CN-235-10 ve službách aerolinií v Africe, konkrétně u společnosti Safair (2) a Tiko Air (1). Asian Spirit provozoval v roce 2007 jeden CN-235-220 na Filipínách.
Irské letectvo používá dva letouny pro úkoly námořního hlídkování.
Nejméně dva stroje CN-235 provozuje letectvo Spojených států amerických pro blíže neupřesněné úkoly v rámci 427. perutě speciálních operací, umístěné na bývalé letecké základně Pope, Severní Karolína.
Na začátku července 2008 oznámilo mexické námořnictvo záměr pořídit šest letounů CN-235 ze Španělska. V dubnu 2010 potvrdil francouzský ministr obrany Hervé Morin objednávku osmi CN-235-300.
V roce 2011 vyráběla společnost Indonesian Aerospace 4 letouny CN-235-110 MPA pro jihokorejskou pobřežní stráž. Hodnota zakázky činila 96 milionů dolarů.
Senegalské letectvo zakoupilo dva stroje CN-235 v roce 2010 a 2012 v rámci kontraktu v hodnotě 13 milionů dolarů. V plánu byl též nákup letounů pro přepravu VIP a dopravní úkoly, letectvo projevilo zájem i o námořní hlídkovou verzi.

## Verze

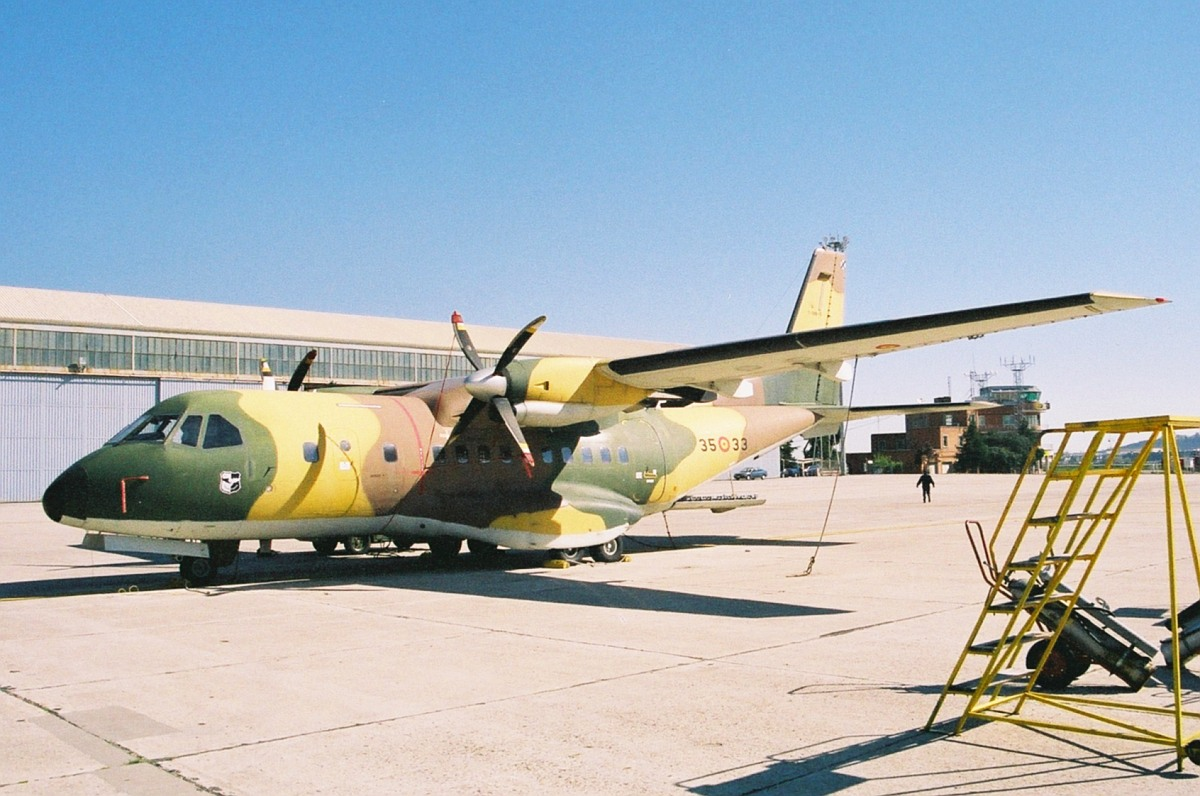
CASA CN-235 španělského letectva

CN-235-10
Úvodní sériová veze (každá společnost postavila 15 strojů), poháněná motory GE CT7-7A.
CN-235-100/110
Odpovídaly Sérii 10, ale motory GE CT7-9C měly nové kompozitové gondoly; nahradily Sérii 10 v roce 1988 počínaje 31. sériovým letounem. Série 100 je španělské výroby, Série 110 indonéské výroby, se zlepšenými elektronickými, výstražnými a ekologickými systémy.
CN-235-200/220
Vylepšená verze. Strukturální úpravy zajišťující vyšší operační zatížení, aerodynamické úpravy náběžné hrany křídla a směrovky, snížení požadované délky vzletové dráhy a zvýšený dolet s maximálním zatížením. Série 200 je španělské výroby, Série 220 indonéské výroby.
CN-235-300
Modifikace společnosti CASA Série 200/220, vybavená avionikou Honeywell International Corp. Mezi další úpravy patří vylepšené přetlakování a volitelná instalace dvojitého předního podvozkového kola.
CN-235-330 Phoenix
Modifikace Série 200/220, nabízená IPTN s novou avionikou Honeywell a systémem ARL-2002 EW a 16.800 kg/37.037 lb MTOW pro Royal Australian Air Force v rámci Projektu Air 5190 tactical airlift requirement, ale společnost odstoupila v roce 1988 ze soutěže v důsledku finančních problémů.
CN-235 MPA
Námořní hlídková verze se šesti závěsníky pro střely AM-39 Exocet nebo torpéda Mk 46.
HC-144 Ocean Sentry
Označení verze pro Pobřežní stráž Spojených států amerických, resp. plánovanou sérií 22 letounů, která má nahradit menší proudové stroje HU-25 Guardian. V roce 2010 bylo dodáno 12 letounů.

## Uživatelé

### Vojenští uživatelé
Botswana
- Botswanské letecké křídlo[14]

 Brunej
- Brunejské královské letectvo (1)[15]

 Burkina Faso
- Ozbrojené síly Burkiny Faso (1)[15]

 Ekvádor
- Ekvádorské letectvo[zdroj?]
- Ekvádorské námořnictvo[16]

 Francie
- Francouzské letectvo[17]

 Gabon
- Gabonské letectvo[18]

 Chile
- Chilské pozemní síly [19]

 Indonésie
- Indonéské letectvo[20]

- Indonéské námořnictvo CN235MPA[20]

 Irsko
- Irský letecký sbor (2 x CN235MP)[21]

 Jemen
- Jemenské letectvo[22]

 Jižní Korea

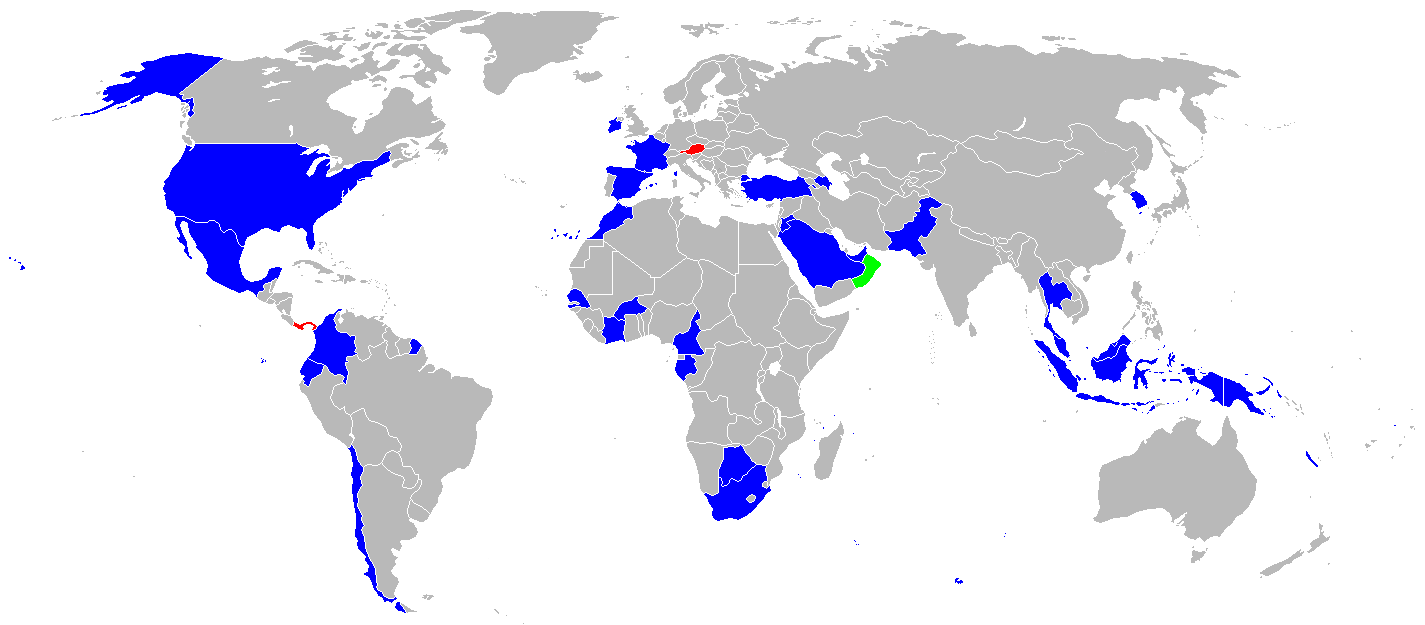
Uživatelé CN-235 ve světě:
Vojenští uživatelé
Pouze vládní uživatelé
Bývalí uživatelé

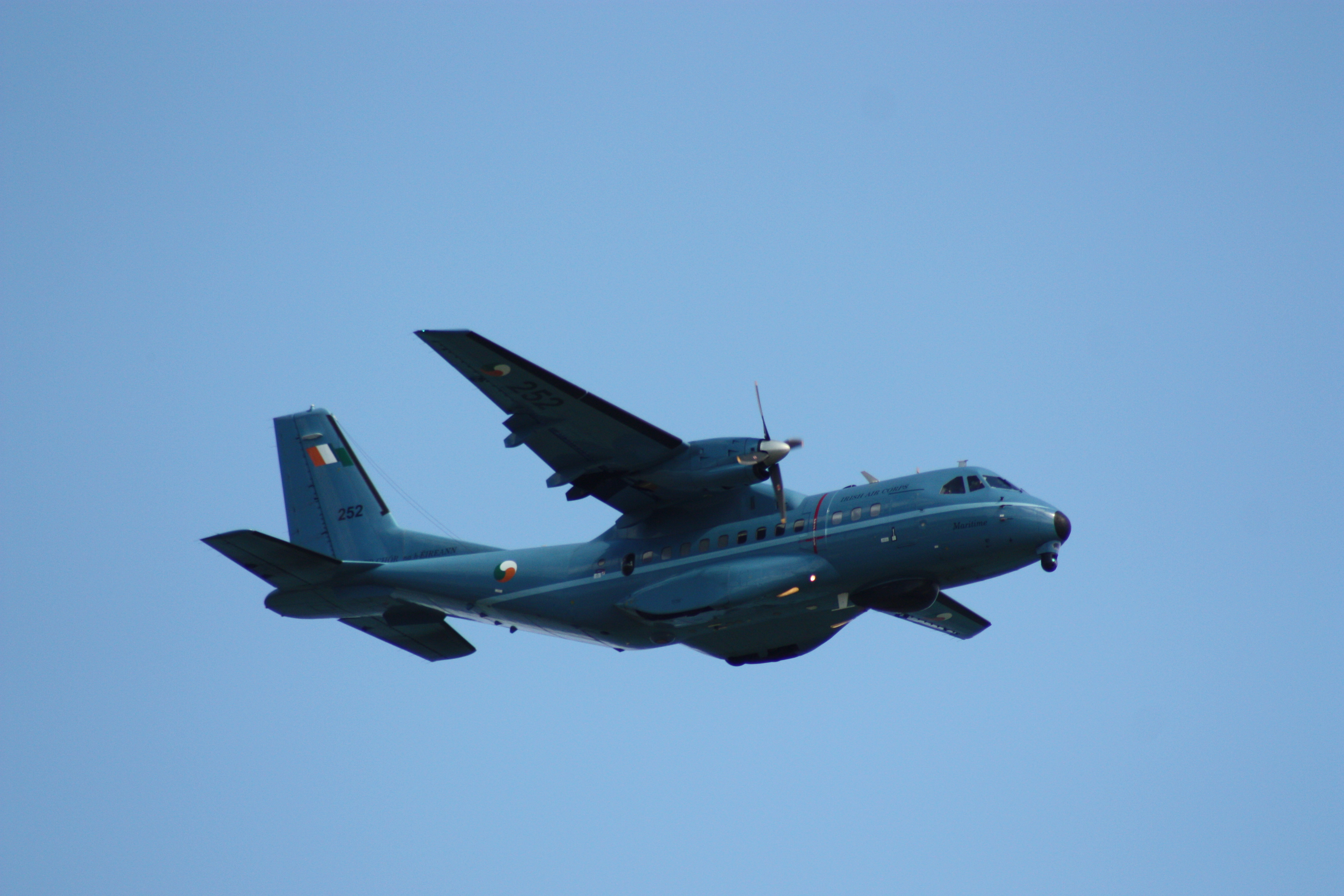
Námořní hlídkový letoun CASA CN-235 irského letectva

- Jihokorejské letectvo (20; 12 vyrobeno společností CASA ve Španělsku, 8 vyrobeno IPTN v Indonésii)[23]
- Jihokorejská pobřežní stráž (4)

 Jordánsko
- Jordánské královské letectvo (2 v pronájmu na několik let od tureckého letectva)

 Kamerun
- Kamerunské letectvo objednalo jeden letoun CN-235 v červnu 2012.[24] Dodávka byla splněna v červenci 2013.[25]

 Kolumbie
- Kolumbijské letectvo[19]
- Kolumbijské námořnictvo[16]

 Malajsie
- Malajsijské letectvo[26]

 Maroko
- Marocké královské letectvo[26]

 Mexiko

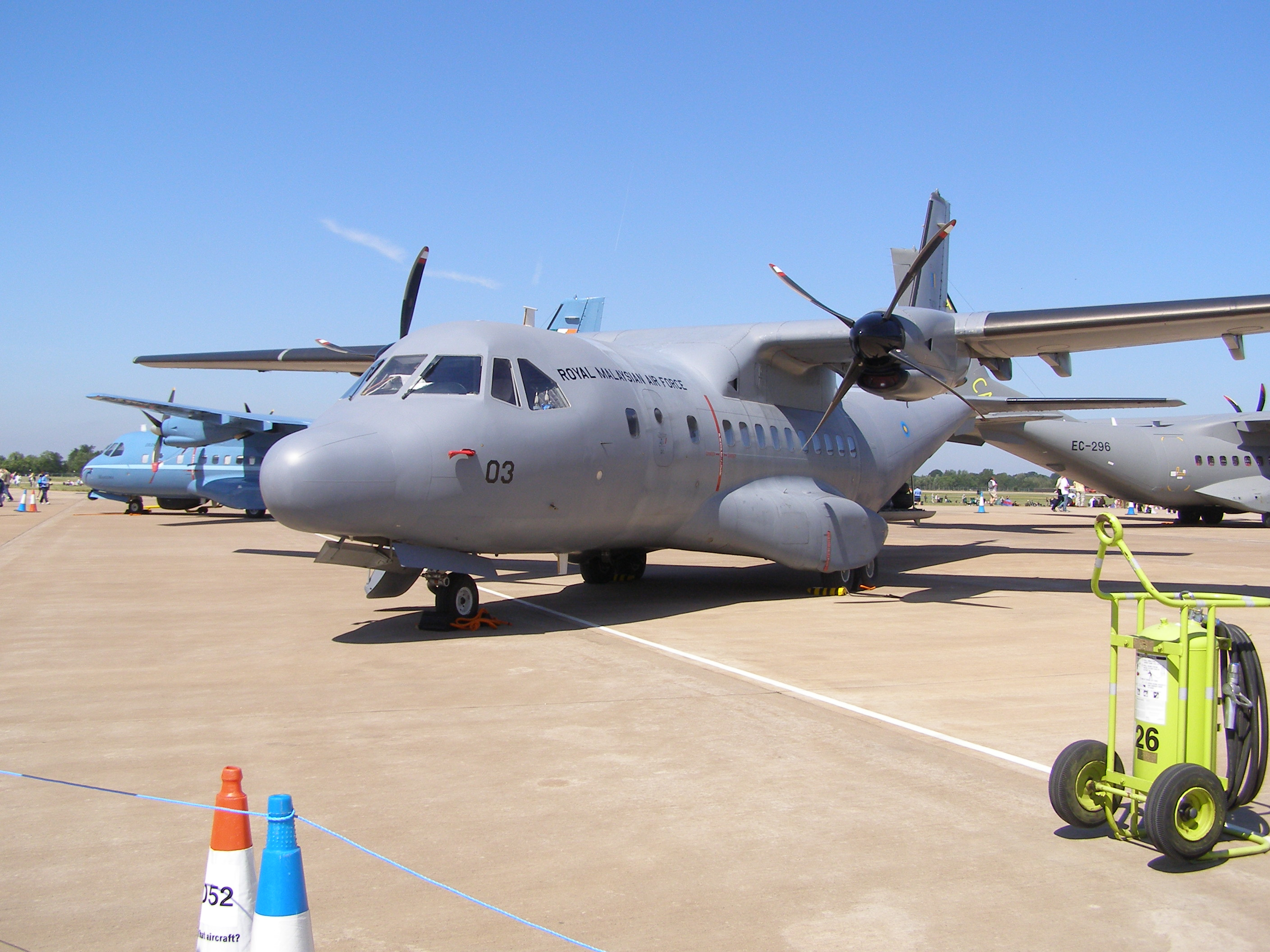
Stroj Malajsijského královského letectva

- Mexické námořnictvo (Mexický Národní kongres schválil nákup šesti CN235-300MPA. První dva letouny byly dodány v září 2010.)[27][28]
- Mexická federální policie (2x CN235)[29]

 Pákistán

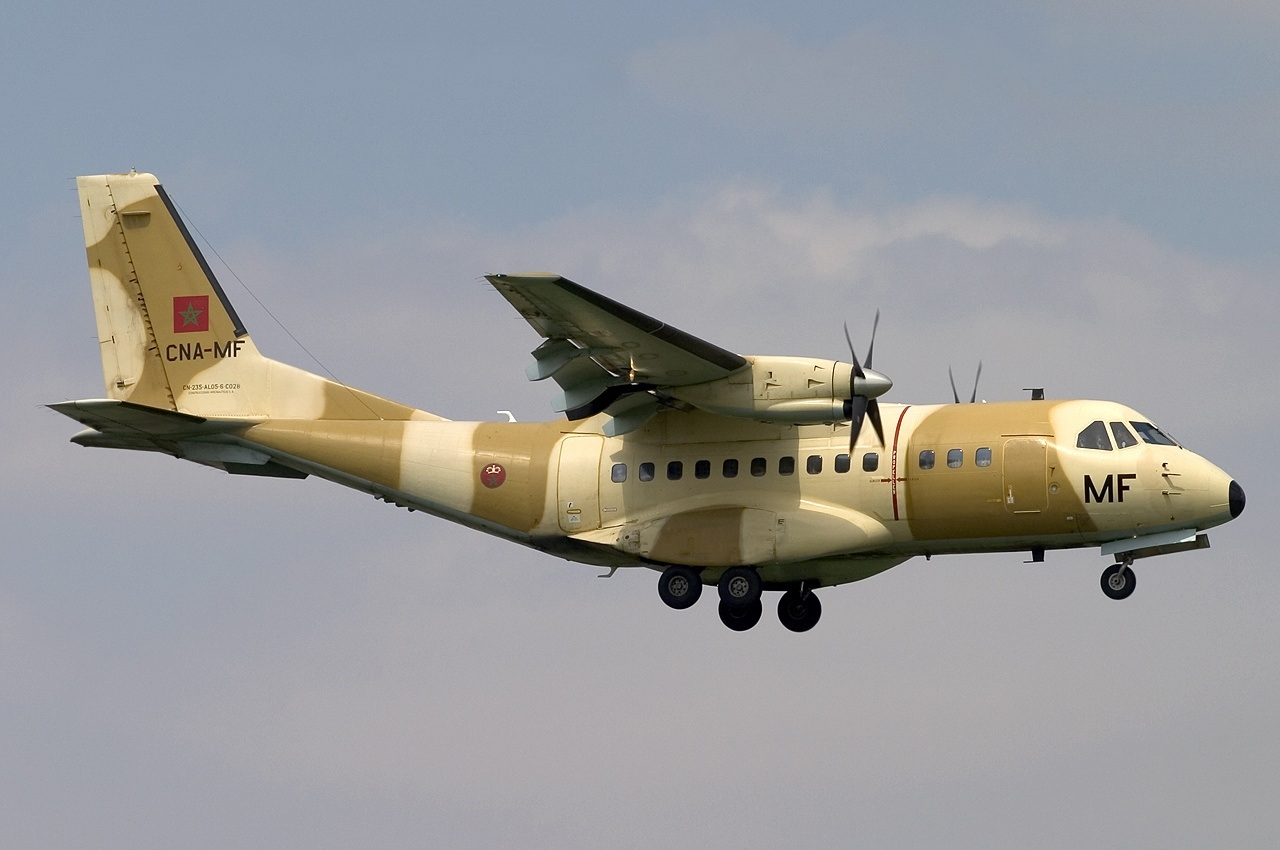
CN-235-100M Marockého královského letectva

- Pákistánské letectvo (4× CN235-220)[30]

 Papua Nová Guinea
- Obranné síly Papuy Nové Guineje[31]

 Saúdská Arábie
- Saúdskoarabské královské letectvo[32]

 Senegal
- Senegalské letectvo[32]

 Španělsko
- Španělské letectvo (18)[33]

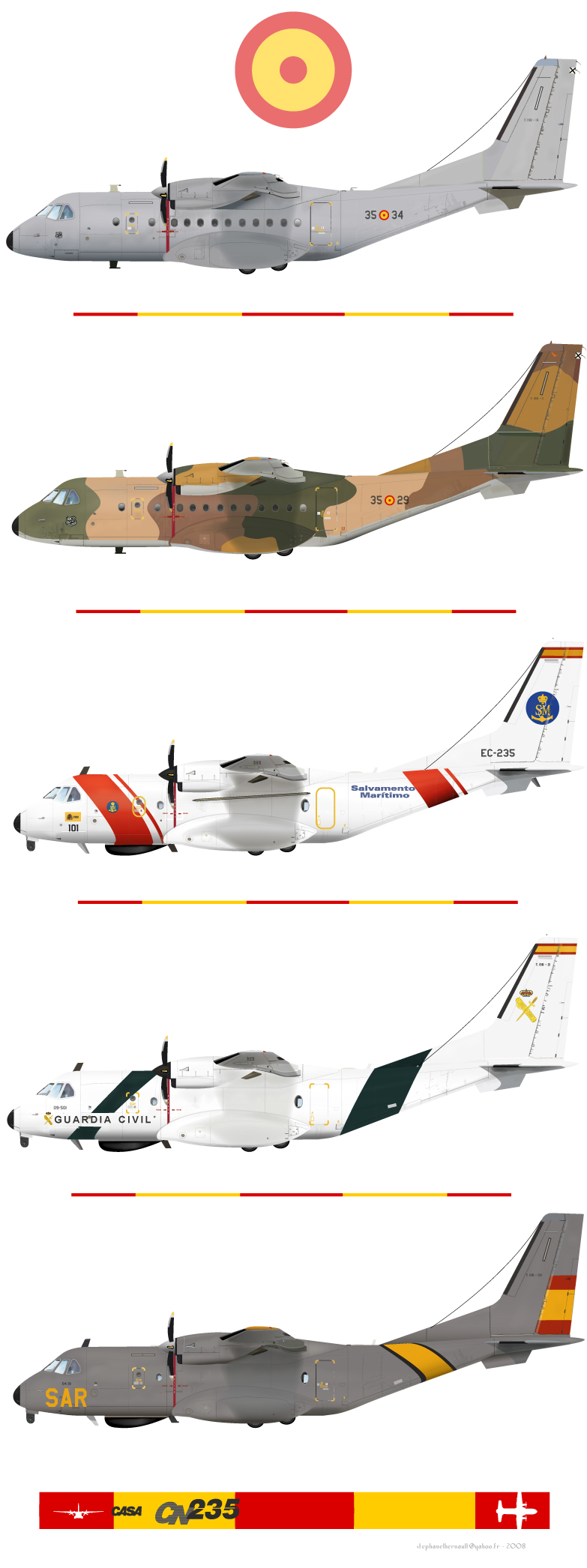
Španělské CN-235

- Španělská civilní stráž (2 pozorovací letouny)

 Thajsko
- Thajské královské letectvo[zdroj?]

 Turecko
- Turecká armáda[34]
- Turecké letectvo[35]
- Turecké námořnictvo[35]

 Spojené arabské emiráty
- Námořnictvo Spojených arabských emirátů[zdroj?]

 Spojené státy americké
- Letectvo Spojených států amerických[36]
- Pobřežní stráž Spojených států amerických

### Bývalí vojenští uživatelé
Bophuthatswana
- Bophuthatswanské letectvo (1, zařazen do South African Air Force)[23]

 Jihoafrická republika
- South African Air Force (od Bophuthatswanského letectva – vyřazeno v červenci 2012)

 Panama
- Panamská národní garda (do r. 1995)[23]

 Rakousko
- Rakouské letectvo – bývalý uživatel.

### Vládní a paramilitantní uživatelé
Omán

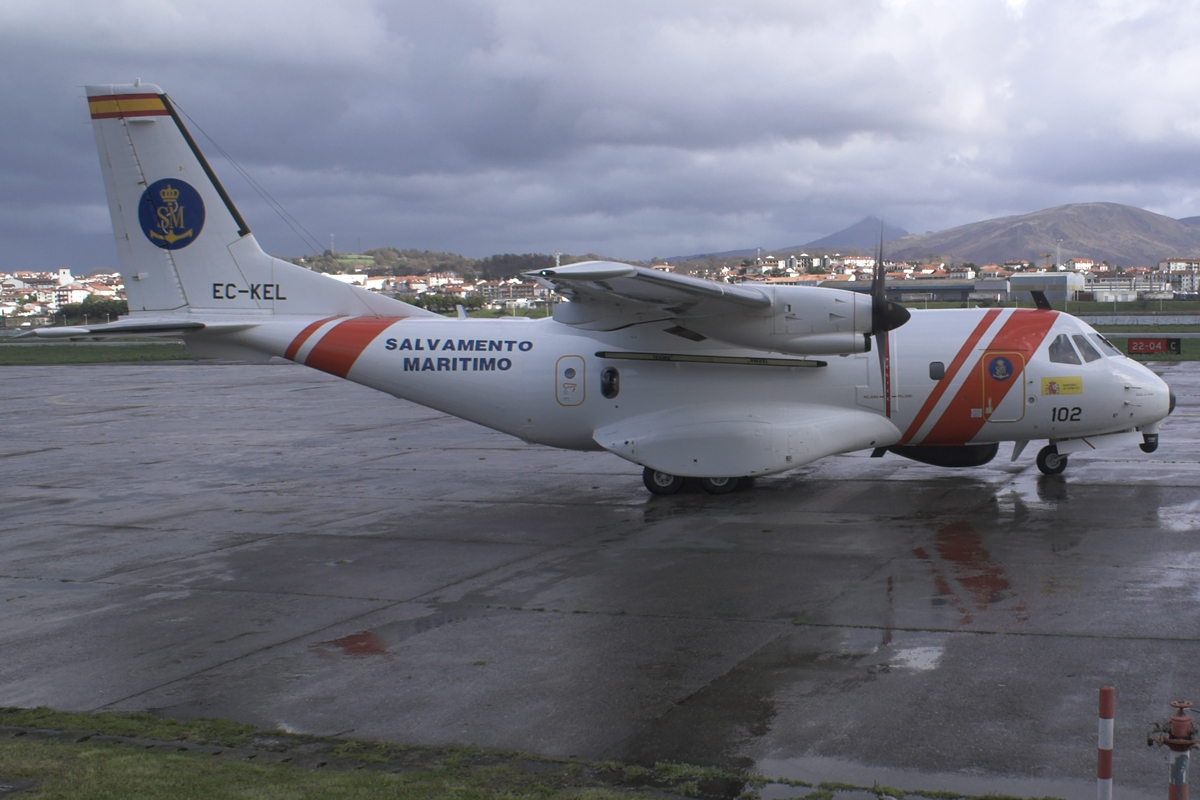
CASA CN-235-300 MPA španělské agentury pro námořní bezpečnost

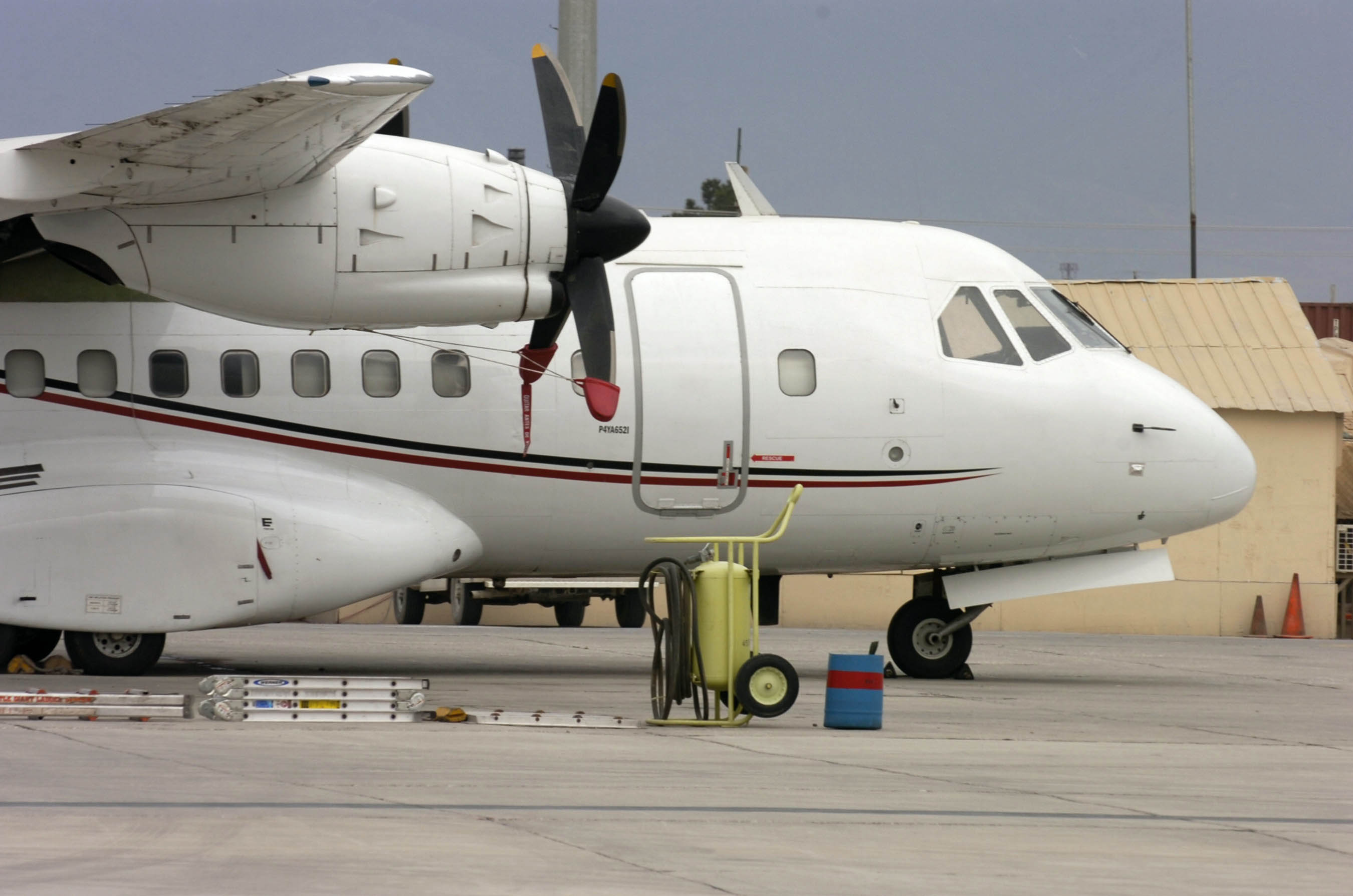
Presidential Airways CN235

- Ománská královská policie (2 x CN-235-M100)

 Španělsko
- Sociedad de Salvamento y Seguridad Marítima (Španělská agentura pro námořní bezpečnost) (3 X CN-235 MPA)

 Thajsko
- Thajská královská policie (1 x CN235-300)

### Civilní uživatelé
Argentina

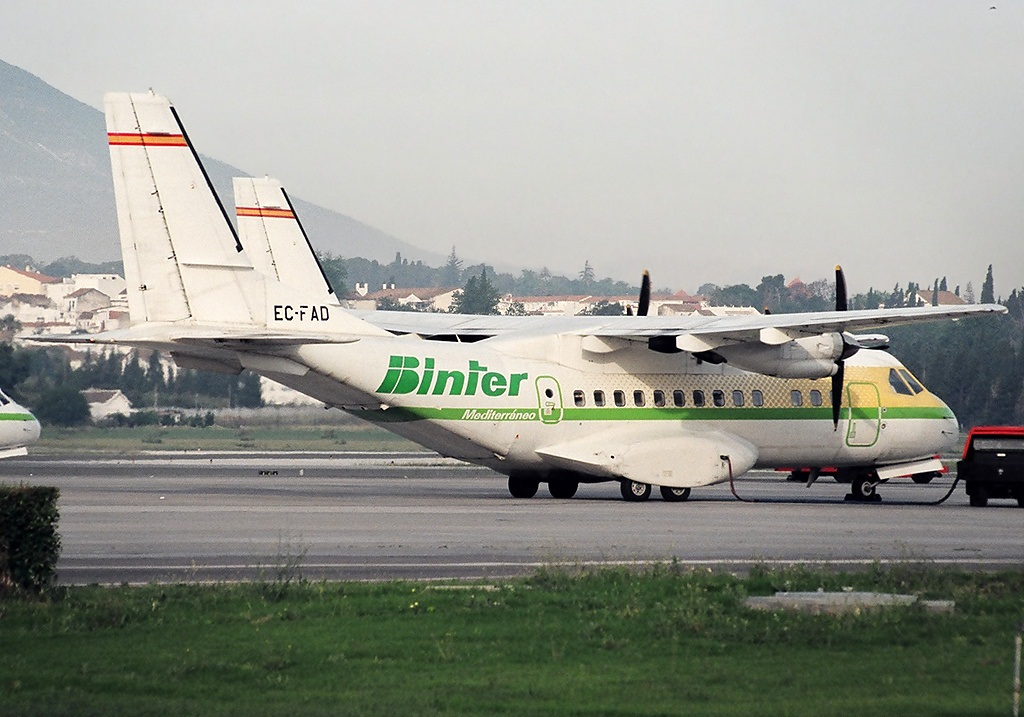
Binter Mediterraneo CN-235.

- Inter Austral, dceřiná společnost Austral Líneas Aéreas, později integrovaná do Aerolíneas Argentinas, 1 letoun.

 Indonésie
- Merpati Nusantara Airlines (15)
- Pelita Air Service (2)

 Madagaskar
- Tiko Air (1 C012)

 Namibie
- Air Namibia 1 letoun 2001–2006

 Španělsko
- Binter Canarias a Binter Mediterraneo, nástupci Iberia Airlines, čtyři, resp. pět letounů od r. 1989 do 1997

 Jihoafrická republika
- Safair 2 CN-235

 Spojené státy americké
- Flight International a Flight Turbo AC po jednom letounu
- L-3 Communication Systems (2)
- Presidential Airways (1)

 Venezuela
- Air Venezuela 2 (1999–2001)

## Specifikace (CN-235-100)
Specifikace podle Jane's All The World's Aircraft 1993–94

### Technické údaje
- Posádka: 2
- Kapacita: 44 cestujících
- Užitečné zatížení: 4 000 kg
- Délka: 21,4 m
- Rozpětí: 25,81 m
- Výška: 8,18 m
- Nosná plocha: 59,10 m²
- Hmotnost prázdného letounu: 8225 kg
- Maximální vzletová hmotnost: 15 100 kg
- Pohonná jednotka: 2× dvouhřídelový turbovrtulový motor General Electric CT7-9C3, každý o výkonu 1 305 kW (1 750 hp)

### Výkony
- Maximální ryxclost v hladině 6100 m: 509 km/h
- Cestovní rychlost v hladině 4570 m: 450 km/h
- Minimální rychlost: 135 km/h
- Dolet: 4 355 km
- Dostup: 7 620 m
- Délka vzletu do 10 m: 630 m
- Délka přistání přes 15 m překážku: 630 m